# Saul Goodman
James Morgan "Jimmy" McGill, mer känd under sitt alias och företagsnamn Saul Goodman, är en rollfigur skapad av Vince Gilligan och Peter Gould och porträtterad av Bob Odenkirk i tv-serien Breaking Bad. Han framträder som en huvudkaraktär i Breaking Bad (2008–2013) och som huvudperson i dess spin-off Better Call Saul (2015–2022). 

## Karaktärshistoria
Saul är en självcentrerad advokat baserad i Albuquerque i New Mexico, som omfamnar sin taktik som en före detta bluffartist och blir involverad i stadens kriminella undre värld. I Breaking Bad agerar han som rådgivare för metamfetaminkockarna Walter White (Bryan Cranston) och Jesse Pinkman (Aaron Paul) och spelar en avgörande roll i utvecklingen av deras drogimperium. Better Call Sauls föregångar-historia skildrar Sauls ursprung som den seriösa advokaten Jimmy McGill och hans moraliska förfall och karaktärsutveckling under de sex åren före händelserna i Breaking Bad; den innehåller också en uppföljare, där Saul lever under det antagna namnet Gene Takavic, som skildrar konsekvenserna av hans handlingar i Breaking Bad.
Saul dök först upp i "Better Call Saul" (2009), det åttonde avsnittet i andra säsongen av Breaking Bad. Han skapades för att ge Walt och Jesse en guide för deras kriminella aktiviteter och för att ersätta Hank Schrader (Dean Norris) som Breaking Bads ledande komiska rollfigur. Hans namn, "Saul Goodman", är en lek med frasen "it's all good, man" som betyder "allt är lugnt, mannen". Även om Odenkirk initialt castades för endast fyra avsnitt som gästskådespelare, blev han en integrerad del av Breaking Bad -berättelsen efter att Gilligan och Gould imponerades av hans prestation; Odenkirk gick därefter med i startrollen under den tredje säsongen och blev kvar till slutet av showen. Efter finalen av Breaking Bad började Gilligan och Gould utveckla en Saul-fokuserad spin-off som skildrade hans ursprungsberättelse.
Sauls karaktärisering och Odenkirks framträdande har fått kritik och populärt bifall; han betraktas ofta som en av de mest enastående tv-karaktärerna genom tiderna. Odenkirk nominerades till Primetime Emmy Award för enastående huvudroll i en dramaserie fem gånger för sin insats i Better Call Saul.